# Aartsbisdom Bucaramanga
Het aartsbisdom Bucaramanga (Latijn: Archidioecesis Bucaramanguensis; Spaans: Arquidiócesis de Bucaramanga) is een rooms-katholiek aartsbisdom in Colombia met zetel in de gelijknamige stad Bucaramanga. Het werd opgericht als een bisdom op 17 december 1952 (bul Cum sit latior). Tot dan toe maakte het deel uit van het diocees Nueva Pamplona. Op 14 december 1974 werd het bisdom Bucaramanga verheven tot aartsbisdom. Sindsdien is de aartsbisschop ook metropoliet. Volgende bisdommen zijn suffragaan:
- bisdom Barrancabermeja
- bisdom Málaga-Soatá
- bisdom Socorro y San Gil
- bisdom Vélez

In 1958 telde het diocees 358.177 katholieken (98,4% van de totale bevolking). In 2018 werden er 1.440.000 gelovigen geteld, wat overeenkwam met 96,1% van de gehele bevolking. Het aantal priesters steeg in dezelfde periode van 109 naar 274. Sinds 1990 beschikt het aartsbisdom ook over permanente diakens (70 in 2018).

## Bisschoppen
1. Aníbal Muñoz Duque, 1952-1959
2. Héctor Rueda Hernández, 1960-1991
3. Darío Castrillón Hoyos, 1992-1996
4. Víctor Manuel López Forero, 1998-2009
  1. Juan Vicente Córdoba Villota (hulpbisschop)
5. Ismael Rueda Sierra, 2009